# Kristian Eriksen
Kristian Eriksen (Hamar, 1995. július 18. –) norvég labdarúgó, a Molde csatára.

## Pályafutása
Eriksen a norvég Hamar városában született. Az ifjúsági pályafutását a helyi Vang csapatában kezdte, majd a HamKam akadémiájánál folytatta.
2014-ben mutatkozott be a HamKam másodosztályban szereplő felnőtt csapatában. 2016 és 2020 között a harmadosztályú Brumunddalnál és az Elverumnál játszott. 2020. szeptember 23-án visszatért a HamKam csapatához. Először a 2020. szeptember 25-ei, Kongsvinger elleni mérkőzés 54. percében Adeleke Akinyemi cseréjeként lépett pályára. Első gólját 2020. november 21-én, a Ranheim ellen 1–1-es döntetlennel zárult találkozón szerezte. 2021. június 15-én meghosszabbította a szerződését a klubbal, amely így 2023. december 31-ig szól. A 2021-es szezonban 31 mérkőzésen elért 13 góljával is hozzájárult a klub Eliteserienbe való feljutásában. A norvég első ligában 2022. április 2-án, a Lillestrøm ellen 2-2-es döntetlennel zárult mérkőzésen debütált és egyben megszerezte első gólját is.
2022. augusztus 1-jén a Molde csapatához igazolt. A 2024-es szezonban megszerezte az Eliteserien gólkirályi címét.

## Statisztikák
2023. március 18. szerint
| Klub     | Szezon   | Osztály     | Bajnokság | Bajnokság | Kupa  | Kupa | Nemzetközi | Nemzetközi | Összesen | Összesen |
| Klub     | Szezon   | Osztály     | Meccs     | Gól       | Meccs | Gól  | Meccs      | Gól        | Meccs    | Gól      |
| -------- | -------- | ----------- | --------- | --------- | ----- | ---- | ---------- | ---------- | -------- | -------- |
| HamKam   | 2020     | OBOS-ligaen | 15        | 2         | —     | —    | —          | —          | 15       | 2        |
| HamKam   | 2021     | OBOS-ligaen | 30        | 13        | 1     | 0    | —          | —          | 31       | 13       |
| HamKam   | 2022     | Eliteserien | 16        | 4         | 1     | 1    | —          | —          | 17       | 5        |
| HamKam   | Összesen | Összesen    | 61        | 19        | 2     | 1    | 0          | 0          | 63       | 20       |
| Molde    | 2022     | Eliteserien | 13        | 2         | 0     | 0    | 10         | 1          | 23       | 3        |
| Molde    | 2023     | Eliteserien | 0         | 0         | 2     | 1    | 0          | 0          | 2        | 1        |
| Molde    | Összesen | Összesen    | 13        | 2         | 2     | 1    | 10         | 1          | 25       | 4        |
| Összesen | Összesen | Összesen    | 74        | 21        | 4     | 2    | 10         | 1          | 88       | 24       |

## Sikerei, díjai
HamKam
- OBOS-ligaen
  - Feljutó (1): 2021

Molde
- Eliteserien
  - Bajnok (1): 2022

- Norvég Kupa
  - Győztes (1): 2023
  - Döntős (1): 2024

Egyéni
- A norvég első osztály gólkirálya: 2024 (14 góllal)